# Xeranthemum
Xeranthemum là một chi thực vật có hoa trong họ Cúc (Asteraceae).

## Loài
Chi Xeranthemum gồm các loài: